# Ischnochiton (Ischnochiton) sirenkoi
Ischnochiton (Ischnochiton) sirenkoi is een keverslakkensoort uit de familie van de Ischnochitonidae. De wetenschappelijke naam van de soort is voor het eerst geldig gepubliceerd in 2011 door Dell'Angelo, Prelle, Sosso & Bonfitto.